# Chassors
Chassors és un municipi francès situat al departament del Charente i a la regió de la Nova Aquitània. L'any 2007 tenia 1.104 habitants.

## Demografia

### Població
El 2007 la població de fet de Chassors era de 1.104 persones. Hi havia 426 famílies de les quals 88 eren unipersonals (44 homes vivint sols i 44 dones vivint soles), 143 parelles sense fills, 175 parelles amb fills i 20 famílies monoparentals amb fills.
La població ha evolucionat segons el següent gràfic:
Habitants censats

### Habitatges
El 2007 hi havia 483 habitatges, 436 eren l'habitatge principal de la família, 22 eren segones residències i 24 estaven desocupats. 474 eren cases i 9 eren apartaments. Dels 436 habitatges principals, 376 estaven ocupats pels seus propietaris, 50 estaven llogats i ocupats pels llogaters i 11 estaven cedits a títol gratuït; 1 tenia una cambra, 14 en tenien dues, 40 en tenien tres, 124 en tenien quatre i 257 en tenien cinc o més. 346 habitatges disposaven pel capbaix d'una plaça de pàrquing. A 150 habitatges hi havia un automòbil i a 259 n'hi havia dos o més.

### Piràmide de població
La piràmide de població per edats i sexe el 2009 era:
| Homes | Edats   | Dones |
| ----- | ------- | ----- |
| 0     | 95 o +  | 0     |
| 4     | 90 a 94 | 0     |
| 4     | 85 a 89 | 8     |
| 4     | 80 a 84 | 8     |
| 28    | 75 a 79 | 24    |
| 12    | 70 a 74 | 0     |
| 32    | 65 a 69 | 36    |
| 20    | 60 a 64 | 20    |
| 28    | 55 a 59 | 28    |
| 60    | 50 a 54 | 52    |
| 36    | 45 a 49 | 48    |
| 32    | 40 a 44 | 40    |
| 68    | 35 a 39 | 52    |
| 28    | 30 a 34 | 52    |
| 16    | 25 a 29 | 16    |
| 16    | 20 a 24 | 20    |
| 16    | 15 a 19 | 44    |
| 68    | 10 a 14 | 36    |
| 32    | 5 a 9   | 44    |
| 24    | 0 a 4   | 16    |

## Economia
El 2007 la població en edat de treballar era de 715 persones, 509 eren actives i 206 eren inactives. De les 509 persones actives 475 estaven ocupades (256 homes i 219 dones) i 35 estaven aturades (15 homes i 20 dones). De les 206 persones inactives 93 estaven jubilades, 54 estaven estudiant i 59 estaven classificades com a «altres inactius».

### Ingressos
El 2009 a Chassors hi havia 439 unitats fiscals que integraven 1.138,5 persones, la mediana anual d'ingressos fiscals per persona era de 18.389 €.

### Activitats econòmiques
Dels 36 establiments que hi havia el 2007, 2 eren d'empreses de fabricació d'altres productes industrials, 6 d'empreses de construcció, 14 d'empreses de comerç i reparació d'automòbils, 1 d'una empresa de transport, 2 d'empreses d'hostatgeria i restauració, 1 d'una empresa d'informació i comunicació, 2 d'empreses immobiliàries, 5 d'empreses de serveis, 1 d'una entitat de l'administració pública i 2 d'empreses classificades com a «altres activitats de serveis».
Dels 6 establiments de servei als particulars que hi havia el 2009, 2 eren lampisteries, 1 electricista, 1 empresa de construcció, 1 restaurant i 1 agència immobiliària.
L'únic establiment comercial que hi havia el 2009 era una botiga d'electrodomèstics.
L'any 2000 a Chassors hi havia 33 explotacions agrícoles que ocupaven un total de 820 hectàrees.

## Equipaments sanitaris i escolars
El 2009 hi havia una escola elemental.

## Poblacions més properes
El següent diagrama mostra les poblacions més properes.